# Salo (Tupiza)
Salo ist eine Ortschaft im Departamento Potosí im südamerikanischen Andenstaat Bolivien.

## Lage im Nahraum
Salo liegt in der Provinz Sur Chichas und ist der drittgrößte Ort im Cantón Tupiza im Municipio Tupiza. Die Ortschaft liegt auf einer Höhe von 3247 m im Tal des Río Salo, der in südlicher Richtung flussabwärts in den Río Tupiza mündet.

## Geographie
Salo liegt im südlichen Teil der kargen Hochebene des bolivianischen Altiplano. Das Klima ist wegen der Binnenlage kühl und trocken und durch ein typisches Tageszeitenklima gekennzeichnet, bei dem die Temperaturschwankungen zwischen Tag und Nacht in der Regel deutlich größer sind als die jahreszeitlichen Schwankungen.
Die Jahresdurchschnittstemperatur liegt bei 13 °C (siehe Klimadiagramm Tupiza) und schwankt nur unwesentlich zwischen 8 °C im Juni/Juli und 16 °C von Dezember bis Februar. Der Jahresniederschlag beträgt nur etwa 300 mm, mit einer stark ausgeprägten Trockenzeit von April bis Oktober mit Monatsniederschlägen unter 10 mm und einer Feuchtezeit von Dezember bis Februar mit 60 bis 80 mm Monatsniederschlag.

## Verkehrsnetz
Salo liegt in einer Entfernung von 281 Straßenkilometern südlich von Potosí, Hauptstadt des Departamentos.
Von Potosí aus führt die Nationalstraße Ruta 14 über Vitichi, Cotagaita und Hornillos nach Tupiza. Vier Kilometer vor Tupiza stößt aus nordwestlicher Richtung die Ruta 21 auf die Ruta 14, der man 24 Kilometer nach Nordwesten über San Miguel nach Salo folgt.

## Bevölkerung
Die Einwohnerzahl der Ortschaft ist in dem Jahrzehnt zwischen den beiden letzten Volkszählungen zurückgegangen:
| Jahr | Einwohner         | Quelle       |
| ---- | ----------------- | ------------ |
| 1992 | keine Detaildaten | Volkszählung |
| 2001 | 411               | Volkszählung |
| 2012 | 362               | Volkszählung |
| 2024 |                   | Volkszählung |

Die Region weist einen hohen Anteil an Quechua-Bevölkerung auf, im Municipio Tupiza sprechen 49,7 Prozent der Bevölkerung Quechua.